# Caseiros
Caseiros là một đô thị thuộc bang Rio Grande do Sul, Brasil. Đô thị này có diện tích 235,679 km², dân số năm 2007 là 2989 người, mật độ 12,68 người/km².